# Henckel von Donnersmarck

Stemma originale della famiglia (1417)

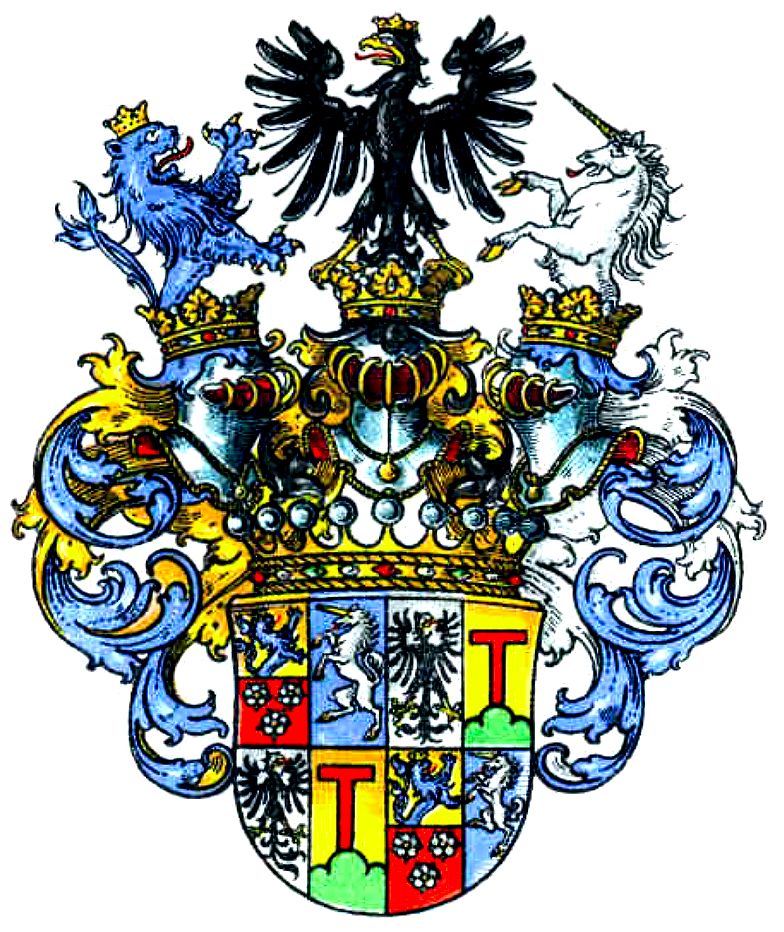
Stemma dei conti Henckel von Donnersmarck

La famiglia Henckel von Donnersmarck è una famiglia nobile austriaco-tedesca che ha origine nell'ex regione di Spiš nell'Alta Ungheria, attuale Slovacchia. Il fondatore fu Henckel de Quintoforo nel XIV/XV secolo, e la sede originale della famiglia era Donnersmarck (lingua slovacca: Spišský Štvrtok).

## Storia
Nel 1417, all'epoca del concilio di Costanza, il sacro romano imperatore e re ungherese, Sigismondo di Lussemburgo, concesse ai tre fratelli Peter, Jakob e Nicholas uno stemma. Durante i secoli XV e XVI, Giovanni II (1481–1539), un insigne studioso, corrispose con Martin Luther, Erasmo da Rotterdam e Filippo Melantone. Cominciò la sua carriera come pastore a Levoča e Košice. In seguito, soggiornò alla corte di Luigi II d'Ungheria e di sua moglie, Maria d'Austria. Nel 1531, arrivò in Slesia e divenne canonico a Breslavia. Morì lì otto anni dopo e fu sepolto nella cattedrale locale.
Lazarus Henckel (o Lazarus il vecchio; 1551–1624) fu un banchiere e proprietario di miniere, e il finanziatore della guerra dell'imperatore Rodolfo II contro i turchi. In cambio dei suoi servigi, ottenne un certo numero di privilegi. Nel 1607, lui ed i suoi figli furono nobilitati con il cognome von Henckel von Donnersmarck. La sede della famiglia diventò il castello a Neudeck (Świerklaniec). Lazarus II (o Lazarus il giovame; 1573–1664), detto il Pigro, fu creato barone di Gfell e Vesendorff dall'imperatore, Ferdinando II, a Ratisbona nel 1636. Nel 1651, l'arciduca Ferdinando Carlo del Tirolo elevò il titolo a quello di conte nei domini ereditari asburgici. Ricevette lo stesso titolo nel regno di Boemia dall'imperatore Leopoldo I nel 1661, che era ereditario per tutti i discendenti legittimi, maschi e femmine, in linea maschile.
Nel 1697, l'eredità degli Henckel del Freien Standesherrschaft di Beuthen (Signoria libera di Beuthen), sotto la corona di Boemia, ottenne la conferma imperiale come Fideicommis ereditaria, un fido di famiglia ereditabile per primogenitura maschile, su quale proprietà si sarebbe successivamente basata l'ammissione della famiglia alla camera dei signori prussiana fino al 1918. Nei secoli seguenti, i discendenti di Lazzaro II si divisero in diverse linee e rami.
Al principio del XX secolo, la famiglia era la seconda più ricca della Prussia dopo i Krupp. Hugo I Henckel von Donnersmarck (1811–1890), fondatore e proprietario di una acciaieria, e Guido Henckel von Donnersmarck (1830–1916) furono entrambi ricchi industriali. Nel 1854 e nel 1887, alla famiglia furono assegnati i posti nella camera dei signori ereditari prussiana. Il 18 gennaio 1901 Guido Henckel von Donnersmarck ricevette il titolo prussiano di principe dall'imperatore tedesco Guglielmo II, ereditabile dalla primogenitura maschile.
In seguito alla sconfitta del Terzo Reich nel 1945, la famiglia Henckel von Donnersmarck perse la sua fortuna a causa dell'espulsione dalla Slesia dalle truppe ucraine dell'armata sovietica. Nel 1958 il conte Karl Joseph (1928-2008) ha sposato la principessa Maria Adelaide di Lussemburgo (1924-2007), figlia della Granduchessa Carlotta di Lussemburgo, e i loro figli si sposarono con membri di rami morganatici degli Asburgo-Lorena. Nel 2007 il regista Florian Henckel von Donnersmarck ha ricevuto l'Oscar al miglior film in lingua straniera per il suo dramma di spionaggio, Le vite degli altri.

## Membri della Famiglia

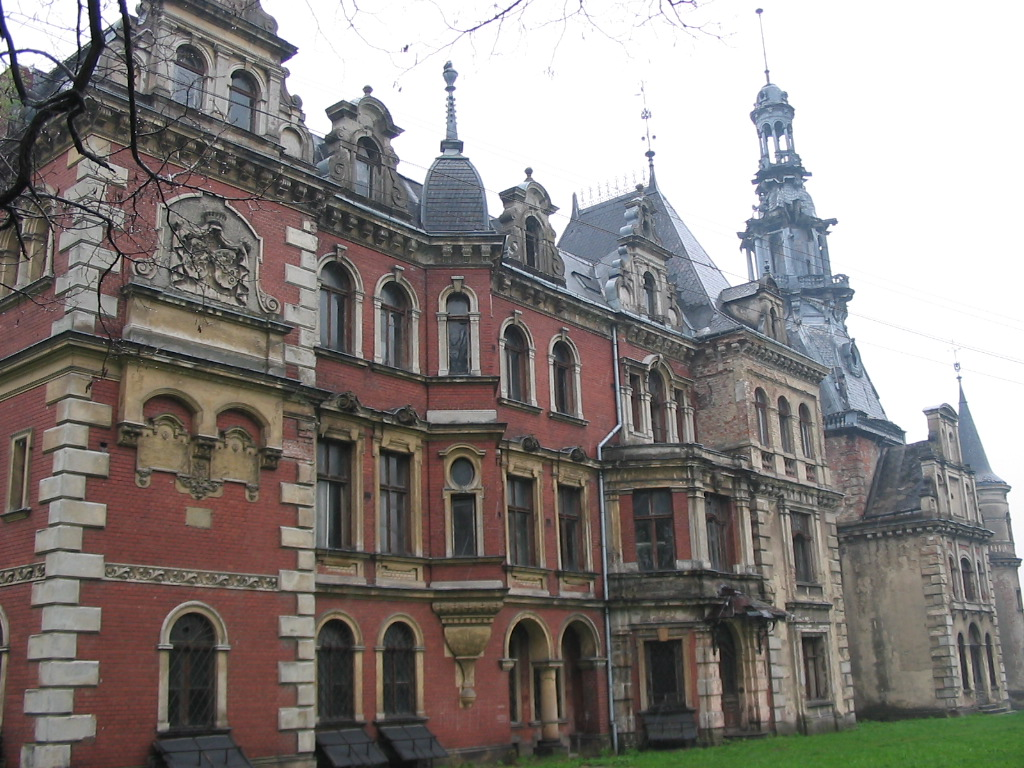
Schloss Polnisch Krawarn (Polish: Pałac w krowiarkach)

- Lazarus (I) Henckel von Donnersmarck (1551–1624), banchiere e imprenditore minerario[1]
- Conte Carl Maximilian Henckel von Donnersmarck, proprietario del castello
- Lazarus III, Count Henckel von Donnersmarck (1729–1805), industriale minerario
- Conte Elias Maximilian Henckel von Donnersmarck (1746–1827), maggiore generale prussiano
- Contessa Eleonore Ottilie Maximiliane Henckel von Donnersmarck (1756–1843)
- Conte Carl Lazarus Henckel von Donnersmarck (1772–1864), industriale
- Wilhelm Ludwig Viktor Henckel von Donnersmarck (1775–1849), tenente generale prussiano
- Conte Leo Victor Felix Henckel von Donnersmarck (1785–1861), botanico tedesco
- Hugo, Conte Henckel von Donnersmarck (1811–1890), proprietario terriero e industriale
- Guido, principe Henckel von Donnersmarck (1830–1916), proprietario terriero e industriale, sua moglie era conosciuta come La Païva; commissionò l’Hotel de Païva al 25 avenue des Champs-Elysées a Paris
- Conte Lazarus IV Henckel von Donnersmarck (1835–1914), proprietario terriero e membro del Reichstag tedesco
- Conte Dr. Victor Parry Amadeus Henckel von Donnersmarck (1854–1916), inviato presso l'Ambasciata tedesca a Copenaghen
- Contessa Katharina Eleonore Veronika Irma Luise Henckel von Donnersmarck (1902–1965), attrice, interpretò la regina di Transilvania in My Fair Lady; sposò nel 1925 il barone Erich von Goldschmidt-Rothschild (1899–1987)
- Georg Graf Henckel von Donnersmarck, (1902–1973), politico del Unione Cristiano-Sociale in Baviera, deputato
- Carl Joseph Graf Henckel von Donnersmarck (1928-2008), ha sposato la principessa Maria Adelaide di Lussemburgo (1924–2007), genitori del conte Felix Henckel von Donnersmarck (1960-2007)
- Herr. Augustine Heinrich Graf Henckel von Donnersmarck (1935–2005), prete
- Conte Leo-Ferdinand Henckel von Donnersmarck (1935–2009), Presidente dell'Associazione tedesca dell'ordine di Malta (1997–2006)
- Conte Winfried Henckel von Donnersmarck, membro del Sovrano Consiglio del Sovrano Militare Ordine di Malta[5]
- Florian Graf Henckel von Donnersmarck (n. 1973), regista, sceneggiatore e produttore cinematografico
- Heinrich Graf Henckel von Donnersmarck, CEO della SIX Swiss Exchange (dal 2000 al 2008)

### Approfondimenti
- (DE) Perlick, Alfons, Henckel von Donnersmarck, Guido Georg Friedrich Erdmann Heinrich Adelbert, in Neue Deutsche Biographie, vol. 8, Berlin, Duncker & Humblot, 1969, ISBN 3-428-00189-3,  pp. 516  s. (online)..
- (DE) Perlick, Alfons, Henckel von Donnersmarck, Hugo Karl Anton Lazarus Graf, in Neue Deutsche Biographie, vol. 8, Berlin, Duncker & Humblot, 1969, ISBN 3-428-00189-3,  p. 517 (online)..
- (DE) Probszt, Günther, Henckel von Donnersmarck, Lazarus, in Neue Deutsche Biographie, vol. 8, Berlin, Duncker & Humblot, 1969, ISBN 3-428-00189-3,  pp. 517  s. (online)..
- (DE) Perlick, Alfons, Henckel von Donnersmarck, Lazarus Graf, in Neue Deutsche Biographie, vol. 8, Berlin, Duncker & Humblot, 1969, ISBN 3-428-00189-3,  pp. 518  s. (online)..
- Henckel von Donnersmarckowie. Kariera i fortuna rodu, A. Kuzio-Podrucki, Bytom 2003.
- Zamki Donnersmarcków, J. A. Krawczyk, A. Kuzio-Podrucki, Radzionków 2002.
- Herbarz bytomski, A. Kuzio-Podrucki, P. Nadolski, D. Woźnicki, Bytom 2003.
- Henckel von Donnersmarckowie. Kariera i fortuna rodu, Arkadiusz Kuzio-Podrucki. Rococo, Bytom 2003 ISBN 83-86293-41-1 (in Polish).
- Zamki i pałace Donnersmarcków. Schlösser der Donnersmarcks, Jarosław Aleksander Krawczyk, Arkadiusz Kuzio-Podrucki: 2nd edition. Drukarnia Skill, Bytom 2003 ISBN 83-86293-41-1 (in German and Polish).
- Guido Graf Henckel Fürst von Donnersmarck, J. Bitta. In Schlesier des 19. Jahrhunderts (= Schlesische Lebensbilder; Volume 1). Edited by Friedrich Andreae for Historischen Kommission für Schlesien. 2nd edition. Thorbecke, Sigmaringen 1985 ISBN 3-7995-6191-9.
- Henckel von Donnersmarck Graf (seit 1901 Fürst) Guido, H. Nussbaum. In Biographisches Lexikon zur Deutschen Geschichte. Deutscher Verlag der Wissenschaften, Berlin 1967, Karl Obermann, Heinrich Scheel and others (editors).
- Hugo Reichsgraf Henckel Freiherr von Donnersmarck und die Geschichte seines Hauses. Vienna, c. 1890.
- Henckel von Donnersmarck Hugo. In Österreichisches Biographisches Lexicon 1815–1950. Volume 2. Verlag der Österreichischen Akademie der Wissenschaften, Vienna, 1959.
- Allgemeine Enzyklopädie der Wissenschaften und Künste, 2nd section, p. 389. H-N. Leipzig, 1829.